# Femmandsfodbold under sommer-PL 2020
Femmandsfodbold under Sommer-PL 2020 bliver spillet i Aomi Urban Sports Venue in Tokyo. Konkurrencen varer fra den 229 august til 4. september 2020.
Sommer-OL og de Paralympiske Lege 2020 blev udskudt til 2021, på grund af Coronaviruspandemien. Begivenheden bærer fortsat 2020-navnet og afholdes den fra 24. august til 5. september 2021.

## Oversigt
| G | Gruppespil | C | Kvalifikation | ½ | Semifinaler | B | Bronzekamp | F | Finale |

| Disciplin | Ons 25. aug | Tor 26. aug | Fre 27. aug | Lør 28. aug | Søn 29. aug | Man 30. aug | Tir 31. aug | Ons 1. sep | Tor 2. sep        | Fre 3. sep | Fre 3. sep | Lør 4. sep | Søn 5. sep |  |
| --------- | ----------- | ----------- | ----------- | ----------- | ----------- | ----------- | ----------- | ---------- | ----------------- | ---------- | ---------- | ---------- | ---------- |  |
| Mænd      |             |             |             |             | G           | G           | G           |            | C (5./6.) (7./8.) | ½          |            | B          | F          |  |

## Medaljeoversigt
| Event | Guld      | Sølv      | Bronze  |
| ----- | --------- | --------- | ------- |
| Mænd  | Brasilien | Argentina | Marokko |